# IK Investment Partners
IK Investment Partners (tidligere kendt som Industri Kapital) er en ledende europæisk kapitalfond, der fokuserer på investeringer i de nordiske lande, Benelux, Frankrig og Tyskland. Siden begyndelsen har fonden skaffet € 5,7 mia. € fra investorer. Firmaet investerer primært i virksomheder i mellemmarkedet.
Virksomhedens hovedkvarter ligger i Brettenham House i London og har kontorer i Hamburg, Paris og Stockholm. IK opererer igennem seks investeringsgrupper, der dækker Benelux, Danmark, Norge, Finland, Frankrig, Tyskland/Centraleuropa og Sverige

## Historie
IK Investment Partners blev grundlagt under navnet Industri Kapital af Björn Savén og Kim Wahl. Enskilda Ventures sponsorerede i 1989 Björn Savén til at skaffe penge til Scandinavian Acquisition Capital Fund (SAC) og etablerede et kontor i London. SAC blev etableret med omkring €108 mio. i aktiver fra primært skandinaviske investorer.
I 1993 blev Industri Kapital uafhængig ved management buyout af SAC's aktiver fra Skandinaviska Enskilda Banken, der ejede ENskilda Ventures. SAC fik navnet Industri Kapital 1989 fund. Samme år blev der etableret kontorer i Stockholm og Oslo.
I 2011 mistede Industri Kapital virksomheden mange penge via konkurser og salg af Moventas Oy, en finsk producent af vindkraftværker.

### Fondsmidler
Industri Kapitals anden fond IK 1994, havde aktiver for omkring €250 mio, og havde investorer i både Europa og Nordamerika.
I 1997 åbnede Industri Kapital i Hamburg og etablerede sin tredje fond, IK 1997, med aktiver for €750 mio. Året efter investerede man første gang i Tyskland.
Den fjerde fond, IK 2000, blev etableret med €2,2 ma. i år 2000. IK 2000 foretog sin første investering i Frankrig. Tre år senere begyndte virksomheden at skaffe kapital til den femte fond, IK 2004. Firmaet havde problemer med at skaffe midler, og det tog over to år, før man kunne etablere fonden. IK færdiggjorde den i 2005 med €825 mio. og året efter blev der åbnet et kontor i Paris.
I 2007 etablerede Industri Kapital sin sjette fond IK 2007, med investeringer for € 1,7 mia.
Den første investering i Polen skete i 2008 med penge fra IK 2004. Dette markede også starten på virksomhedens plan om at investere direkte i Polen, Tjekkiet, Slovakiet, Ungarn og De Baltiske Lande.
I september 2013 blev det offentliggjort, at den globale virksomhed DNV Petroleum Services (DNVPS) ville blive opkøbt af IK Investment Partners.
I oktober 2013 etablerede man den syvende fond med €1,4 mia. i investering.
Virksomheden har etableret Løgismose Meyers i 2015 efter at have købt Løgismose fra familien Grønlykke og Claus Meyers virksomhed Meyers. Tørk Eskild Furhauge overtog stillingen som administrerende direktør (CEO) efter Steen Halbye i september 2016.

## References
1. ↑  Industri Kapital appoints successors for chairman. Financial News, Jun 5, 2008
2. ↑  Industri Kapital AB acquires Scandinavian Acquisition through a leveraged buyout. Thomson Financial Mergers & Acquisitions, May 19, 1993
3. ↑  Matti Kankare (12. april 2011). "Konkurssista tuli 25 vuoden salaisuus". Talouselämä. Arkiveret fra originalen 6. februar 2012. Hentet 27. september 2018.
4. ↑  Pan-European buy-out firm Industri Kapital holds first close on E500m Arkiveret 19. april 2012 hos  Wayback Machine. AltAssets, Nov 11, 2003
5. ↑  ndustri Kapital makes first investment out of 2003 fund into Swedish housebuilder Arkiveret 19. april 2012 hos  Wayback Machine. AltAssets, Dec 22, 2004
6. ↑  Nordic Industri Kapital reportedly struggling to raise buy-out mega-fund Arkiveret 26. april 2012 hos  Wayback Machine. AltAssets, May 30, 2003
7. ↑  Industri Kapital raises €1.68bn for sixth fund. Financial Times, October 16, 2007
8. ↑  "IK VII Fund holds final close at €1.4bn". Unquote. Hentet 24. oktober 2013.
9. ↑  "Madikonerne Meyer og Løgismose er blevet solgt". coneliand.dk. Hentet 26. september 2017.
10. ↑  "Løgismose Meyers har fundet sin nye topchef". finans.dk. Hentet 26. september 2017.